# Harald Johan Løbak

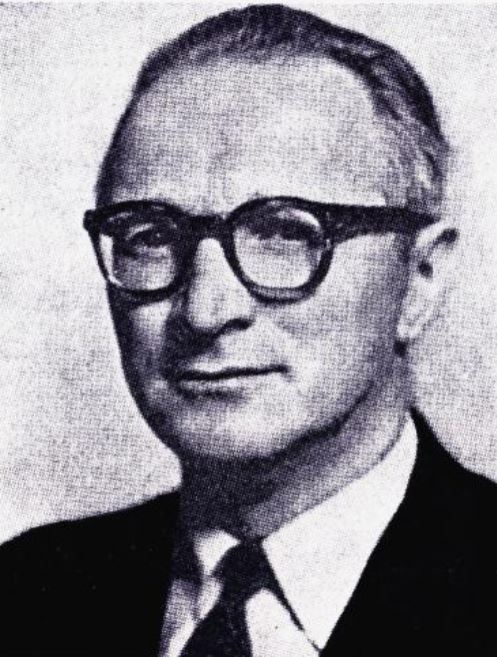
Harald Johan Løbak

Harald Johan Løbak (* 2. Juni 1904 in Trysil, Hedmark; † 6. Februar 1985) war ein norwegischer Kleinbauer und Politiker der Arbeiderpartiet, der mit Unterbrechungen im Zweiten Weltkrieg von 1937 bis 1955 Bürgermeister von Trysil und zwischen 1945 und 1973 Mitglied des Storting war. Er war ferner von 1956 bis 1960 Landwirtschaftsminister in der dritten Regierung Gerhardsen.

## Leben

### Kleinbauer, Bürgermeister und Zweiter Weltkrieg
Harald Johan Løbak, Sohn des Kleinbauern Halvdan Løbak (1874–1940) und Jakobia Pernille Larsdatter Selvig (1866–1913), schloss 1922 die Mittelschule ab und war danach als Kleinbauer in Viken bei Trysil tätig. Ein 1925 begonnenes Studium schloss er nicht ab, sondern war zwischen 1926 und 1935 als Journalist, Land- und Forstarbeiter tätig. Er engagierte sich in der Arbeidernes Ungdomsfylking (AUF), der Jugendorganisation der Arbeiderpartiet, und war 1927 deren Vorsitzender in Trysil sowie sechs Jahre lang Mitglied des Landesvorstandes. Er engagierte sich zudem in der Kommunalpolitik und war von 1928 bis 1937 Mitglied des Gemeinderates (kommunestyre) von Trysil. Er war zwischen 1929 und 1933 Vorstandsmitglied der Arbeiterpartei in Trysil und wurde 1933 deren dortiger Vorsitzender. Zugleich war er zwischen 1932 und 1937 Vorsitzender des Armenrates (Fattigstyret) von Trysil, von 1934 bis 1940 Vorsitzender des Jugendausschusses der Arbeiterpartei in Hedmark sowie zwischen 1936 und 1940 auch Vorsitzender des Kinoausschusses von Trysil.
1937 wurde Harald Johan Løbak erstmals Bürgermeister von Trysil und bekleidete das Amt bis 1940. Er war zugleich zwischen 1937 und 1940 Vorsitzender des Versicherungsamtes der Kommune sowie von 1938 bis 1940 Vorsitzender des Rates für Stipendien von Hedmark. 1939 wurde er auch Vorstandsmitglied des Wasserkraftwerkes A/S Sagnfossen in Trysil. Nach seiner Amtszeit als Bürgermeister wurde er 1940 noch Sekretär des Gemeindevorstandes, verlor dieses Amt allerdings nach der deutschen Besetzung im Zweiten Weltkrieg 1940. Er war 1941 Bevollmächtigter des Versorgungsamtes von Trysil und ging im weiteren Kriegsverlauf 1943 ins Exil nach Schweden. Dort war er zwischen 1943 und 1944 zunächst Angestellter im Pressebüro der norwegischen Gesandtschaft sowie danach von 1944 bis 1945 als Leutnant (Løytnant) bei den norwegischen Polizeitruppen in Schweden.

### Storting-Mitglied und Landwirtschaftsminister

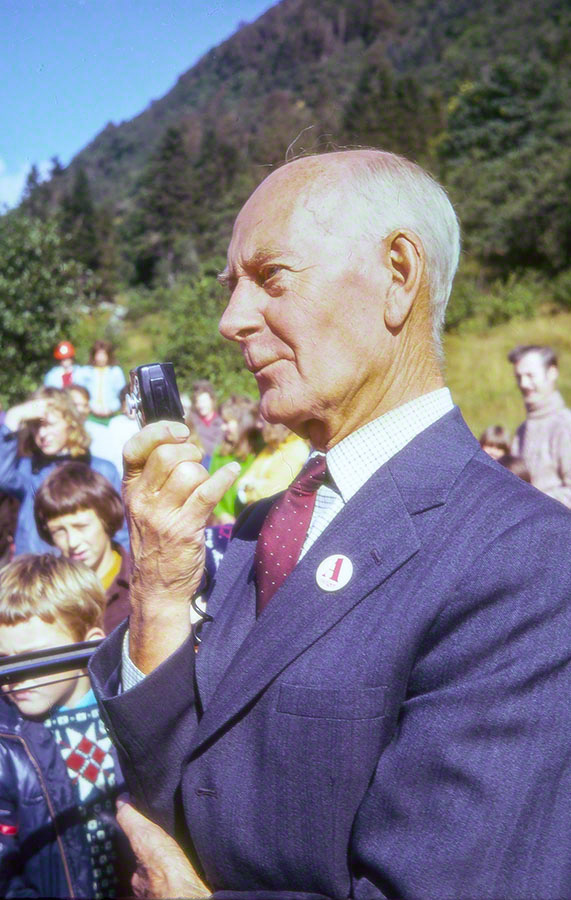
In der dritten Regierung von Ministerpräsident Einar Gerhardsen bekleidete Harald Johan Løbak von 1956 bis 1960 das Amt als Landwirtschaftsminister.

Nach Kriegsende kehrte Løbak nach Norwegen zurück und war von 1945 bis 1955 erneut Bürgermeister von Trysil. Bei der Parlamentswahl am 8. Oktober 1945 wurde er erstmals in das Storting, das norwegische Parlament, gewählt und gehörte diesem nach seinen Wiederwahlen am 10. Oktober 1949, 12. Oktober 1953, 6. Oktober 1957, 11. September 1961, 13. September 1965 und 8. September 1969 als Vertreter von Hedmark vom 4. Dezember 1945 bis zum 30. September 1973 fast 28 Jahre lang an. Während seiner Parlamentszugehörigkeit gehörte er als Mitglied verschiedenen Ausschüssen an wie dem Wahlausschuss (Valgkomité), Sozialausschuss (Sosialkomité) und Vertretungsausschuss (Fullmaktskomité). Ferner war er zwischen dem 23. Januar 1950 und dem 10. Januar 1954 Sekretär des Sozialausschusses, vom 11. Januar 1951 bis zum 11. Januar 1953 zunächst Vizesekretär sowie daraufhin vom 12. Januar 1953 bis zum 14. Mai 1956 Sekretär des Präsidiums des Storting. Zugleich war er zwischen dem 22. Januar 1954 und dem 14. Mai 1956 Vize-Vorsitzender des Sozialausschusses.
Neben seiner Tätigkeit als Bürgermeister und Storting-Abgeordneter war Harald Johan Løbak zwischen 1947 und 1954 Vorstandsmitglied der Arbeiterpartei in Hedmark, von 1948 bis 1951 Mitglied des Komitees für die Verwaltung der Staatsforsten und zwischen 1949 und 1954 Mitglied des Ausschusses für Altersgrenzen (Aldersgrensekomité). Er fungierte von 1952 bis 1968 als Vorsitzender der Arbeiderpartiet von Hedmark und war zudem zwischen 1943 und 1967 Mitglied des Landesvorstandes der Arbeiterpartei. 1953 wurde er Vorstandsmitglied des Kraftwerkes Sør-Østerdal Kraftlag sowie des Waldbezitzerverbandes Skogeiernes virkesforedling A/L.
Am 14. Mai 1956 übernahm Løbak von Olav Meisdalshagen das Amt als Landwirtschaftsminister (Statsråd, Landbruksdepartementet) in der dritten Regierung Gerhardsen und hatte dieses bis zum 23. April 1960 inne, woraufhin Einar Wøhni seine Nachfolge antrat. Während seiner Amtszeit als Minister übernahm seine Ersatzabgeordnete (Vararepresentant) Haldis Tjernsberg zwischen dem 14. Dezember 1956 und dem 23. April 1960 kommissarisch sein Abgeordnetenmandat. Nach seinem Ausscheiden aus der Regierung nahm er sein Storting-Mandat wieder an und war zwischen 1960 und 1973 wieder Mitglied verschiedener Ausschüsse wie dem Außen- und Verfassungsausschuss (Utenriks- og konstitusjonskomité), Wahlausschuss, dem Ausschuss für Wälder, Gewässer und Industrie (Skog-, vassdrags- og industrikomité) sowie dem Industrieausschuss (Industrikomité). Zuletzt war er vom 14. Oktober 1969 bis zum 30. September 1973 Sekretär des Industrieausschusses. Außerdem fungierte er 1960 als Vorsitzender des Ausschusses für Rentierhaltungsrecht (Reindriftslovkomité) sowie 1961 als Vorsitzender des Ausschusses für Waldbrandrecht (Skogbrannlovutvalget).